# Claudio Rinaldi
Claudio Rinaldi (Roma, 9 aprile 1946 – Roma, 4 luglio 2007) è stato un giornalista italiano.
Il suo nome completo era Claudio Rinaldi Tufi, ma optò per la forma breve con cui è più conosciuto, rinunciando a usare il secondo cognome (che sembrava alludere a una origine nobiliare, ma che, in realtà, era stato aggiunto in onore di un illustre antenato, il nonno materno Francesco Tufi). Quando Lamberto Sechi dirigeva Panorama, infatti, abolì nella rivista i doppi cognomi "storici" (come, ad esempio, di Claudio Sabelli Fioretti).
È stato l'unico ad avere diretto i tre grandi settimanali italiani d'informazione del dopoguerra: L'Europeo, Panorama e L'Espresso.

## Biografia
Studia Lettere all'Università Cattolica di Milano, dove è eletto Presidente dell'organismo rappresentativo degli studenti che trasforma in uno strumento assembleare, in un momento caratterizzato da ripetute occupazioni dell'Università. È, in seguito, fra i principali esponenti di Lotta Continua.
Inizia la carriera giornalistica nel quotidiano ufficiale Lotta Continua. Poi comincia a collaborare a Espansione, dove lo nota Lamberto Sechi che nel 1974 lo chiama a Panorama, settimanale da lui diretto, per scrivere di economia. Rinaldi assume dunque la carica di capo servizio per il settore economico e, successivamente, quella di responsabile della redazione romana. Nel corso degli anni ’70 collabora anche attivamente con le pagine di economia e società di Cronache dal mondo.
Nel 1980 passa all'Europeo, dove per la prima volta assume la carica di direttore. Nel 1985 torna a Panorama ma nella veste di direttore.
Nel febbraio 1990, in seguito all'acquisto da parte di Silvio Berlusconi del gruppo Mondadori, e dunque anche di Panorama, lascia la direzione. Rimane fermo un anno, fino a quando nel 1991 diviene direttore de L'Espresso. Lascia l'incarico nel 1999, rimanendo però editorialista sia de L’Espresso sia del quotidiano La Repubblica.
Politicamente di sinistra, ha caratterizzato i giornali in cui ha lavorato per la verve polemica, che lo ha contrapposto prima al craxismo poi a Berlusconi. Non ha mai risparmiato tuttavia critiche, talvolta anche feroci, agli esponenti e ai leader dei partiti della sinistra.
Nel 1986 scopre di essere affetto da sclerosi multipla, ma ha continuato la sua attività di giornalista fino alla fine con due rubriche nell'edizione cartacea de L’Espresso ("Non ci posso credere", con cadenza settimanale,  "Contropiede", pubblicata ogni 3 settimane) e con il blog "Italia Loro" nel sito online. Negli ultimi anni della sua vita intervenne più volte nel dibattito politico e culturale con lunghi interventi sul mensile MicroMega e con la pubblicazione nel 2006 di una raccolta di articoli intitolata I sinistrati.